# 다카하시 나오키 (1976년)
다카하시 나오키(일본어: 高橋 直樹, 1976년 8월 8일 ~ )는 일본의 전 축구 선수이다.

## 구단 경력
과거 알비렉스 니가타에서 활동하였다.